# Xã Danville, Quận Montgomery, Missouri
Xã Danville (tiếng Anh: Danville Township) là một xã thuộc quận Montgomery, tiểu bang Missouri, Hoa Kỳ. Năm 2010, dân số của xã này là 1.950 người.